# Morgarten
Morgarten is een Zwitserse band die balanceert op de grens van folkmetal en blackmetal.

## Geschiedenis
Morgarten werd in 2005 werd opgericht, terwijl de bandleden toen nog amper een instrument beheersten. Het debuut-album Risen To Fight kwam zodoende pas in 2015 uit. Hierna werden kleine concerttours gedaan met artiesten als Wind Rose, Welicoruss en later ook Finsterforst.
In 2021 verscheen het album Cry Of The Lost, geïnspireerd op de 16e-eeuwse Zwitser Arnold von Winkelried. Na de release speelde Morgarten op diverse Europese festivals zoals Dark Troll Festival, Heathen Gathering, Meed&Greed, March Into Walhalla en Dark Medieval Fest.

## Morgarten Fest
In 2021 houdt Morgarten voor het eerst een eigen festival, dan nog vooral bedoeld om hun nieuwe album Cry Of The Lost te presenteren. In 2022 werd een rondvaartboot afgehuurd om aan boord de tweede editie van hun Morgarten Fest te houden. Op Lac de Neuchâtel treden zodoende bands als Cân Bardd en Skellige op met Morgarten. In 2023 nodigt de band hun Nederlandse vrienden van Vanaheim en Slechtvalk uit om deel te nemen aan Morgarten Fest. In 2024 waren Saor, Belore en Toterfisch van de partij.

## Naam
De bandnaam Morgarten verwijst naar de Slag bij Morgarten. Op 15 november 1315 versloegen de Zwitsers in een hinderlaag een leger van de Oostenrijkse hertog Leopold I.

## Discografie
- Risen To Fight (2015)
- Cry Of The Lost (2021)